# Municipio de Trail
El municipio de Trail (en inglés: Trail Township) es un municipio ubicado en el condado de Perkins en el estado estadounidense de Dakota del Sur. En el año 2010 tenía una población de 20 habitantes y una densidad poblacional de 0,48 personas por km².

## Geografía
El municipio de Trail se encuentra ubicado en las coordenadas 45°55′32″N 102°15′33″O / 45.92556, -102.25917. Según la Oficina del Censo de los Estados Unidos, el municipio tiene una superficie total de 41.6 km², de la cual 41,6 km² corresponden a tierra firme y (0 %) 0 km² es agua.

## Demografía
Según el censo de 2010, había 20 personas residiendo en el municipio de Trail. La densidad de población era de 0,48 hab./km². De los 20 habitantes, el municipio de Trail estaba compuesto por el 100 % blancos. Del total de la población el 0 % eran hispanos o latinos de cualquier raza.